# Ohene Djan
Ohene Djan (* zwischen September 1924 und September 1925; † 26. März 1987) war ein ghanaischer Sportfunktionär.

## Leben
Nachdem Ghana im März 1957 die Unabhängigkeit erlangt hatte, wurde mit der Ghana Amateur Football Association (GAFA) am 8. September desselben Jahres ein nationaler Fußballverband gegründet. Erster Präsident des Verbandes wurde Ohene Djan, der dieses Amt bis 1960 ausübte. 1958 trat die GAFA dem afrikanischen Kontinentalverband CAF und dem Weltverband FIFA bei. Der erste Präsident des unabhängigen Ghana Kwame Nkrumah unterstützte die Entwicklung des Sports in erheblichem Maße, gründete zum 1. Juli 1960 die Central Organization of Sports und setzte seinen CPP-Parteifreund Djan als ersten Director of Sports ein. In den folgenden Jahren entwickelte sich der ghanaische Sport unter der Leitung des Ministers Djan weiter, so gewann beispielsweise die Fußballnationalmannschaft in den Jahren 1963 und 1965 die Afrikameisterschaft. Des Weiteren wurde Ohene Djan von Präsident Nkrumah beauftragt eine Fußballmannschaft zu gründen, die aus den besten ghanaischen Spielern bestehen sollte. Im Jahr 1961 wurde daher der in Accra angesiedelte Verein Real Republicans gegründet. Für den Verein kamen bis zur Auflösung 1966 unter anderem Spieler wie Edward Acquah, Edward Aggrey-Fynn, Cecil Jones Attuquayefio, Kofi Pare und Baba Yara zum Einsatz. 1963 gewannen die Real Republicans die nationale Meisterschaft, zwischen 1962 und 1965 wurden sie außerdem viermal in Folge ghanaischer Pokalsieger; 1964 erreichte der Verein das Halbfinale des African Cup of Champion Clubs. Der Sturz Nkrumahs und seiner Regierung am 24. Februar 1966 bedeutete gleichzeitig das Ende der erfolgreichen Karriere Djans als Sportfunktionär.

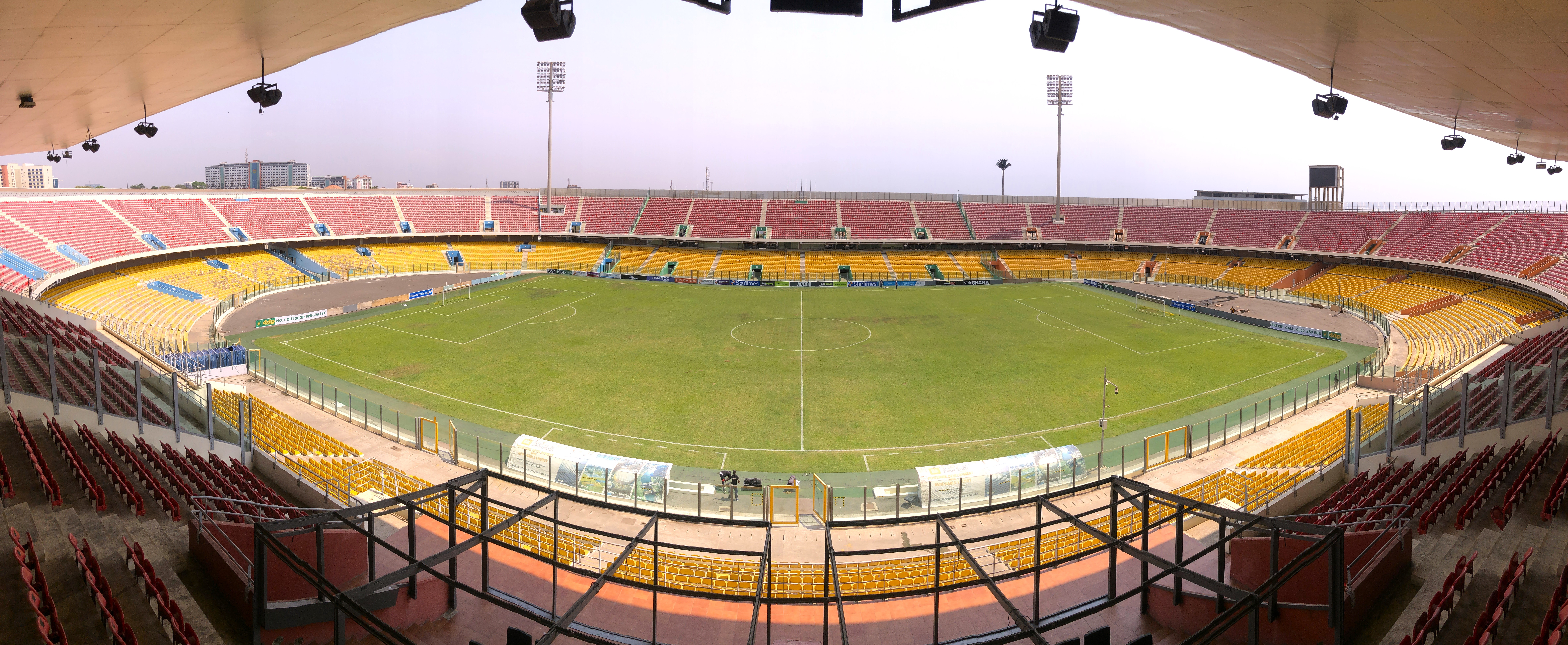
Nach Djan benanntes Stadion in Accra (2023)

Im November 2004 wurde das Accra Sports Stadium zu Ehren der Verdienste des Funktionärs in Ohene Djan Stadium umbenannt, im September 2010 erfolgte jedoch die Rückbenennung.